# Gai Claudi Pulcre (cònsol 92 aC)
Gai Claudi Pulcre (en llatí Caius Claudius App. F. C. N. Pulcher) va ser un magistrat romà. Era fill d'un Appius Claudius Pulcher, desconegut, i net de Gai Claudi Pulcre, cònsol l'any 130 aC.
L'any 100 aC va ser un dels nobles que va prendre les armes contra Luci Appuleu Saturní. L'any 96 aC va ser edil curul i va celebrar uns jocs en els que es van veure per primera vegada elefants al circ i pintures per les decoracions escèniques. El 95 aC va ser pretor a Sicília i va establir un senat pels halesins. Els mamertins el van nomenar el seu patró.
L'any 92 aC va ser cònsol juntament amb Marc Perpenna. Ciceró diu d'ell que era home amb gran poder de convenciment i un bon orador.